# Ferdinand von Schirach
Ferdinand von Schirach   (Múnic, 12 de maig de 1964) és un escriptor, advocat penalista i dramaturg alemany. No és com a advocat penalista que obté popularitat, sinó quan comença a publicar, als 45 anys, fins al punt de ser autor de supervendes mundials. La major part dels seus llibres tracten de temes relacionats amb la seva professió: crims, acusacions, culpa, represàlies i embolics tràgics.
En el seu llibre Kaffee und Zigarretten del 2019 narra, en el primer de 48 relats i passatges, com als deu anys va entrar en un internat dels jesuïtes a la Selva Negra on s'hi va quedar fins a l'Abitur (selectivitat alemanya). En acabar els seus estudis de dret a Bonn i Colònia s'instal·la a Berlín on debuta en el bufet d'advocats que regenta, fins a ser nomenat ministre d'interior, Otto Schily. Sense experiència laboral i per un seguit de circumstàncies atzaroses la seva primera causa resulta ser el major cas de la postguerra: la defensa del polític de la DDR Günter Schabowski.
Sembla infactible parlar de Ferdinand von Schirach sense esmentar el seu avi patern, el dirigent nazi, líder de les Joventuts Hitlerianes, Gauleiter i Reichsstatthalter ('governador del Reich') de Viena, i un dels 24 acusats als Judicis de Nuremberg, Baldur von Schirach.
Entre els seus llibres més coneguts es troben traduïts al català per Carme Gala i publicats per Editorial Empúries, els dos primers de contes que es van editar, Crims (2011) i Culpa (2012) que compilen casos reals en els quals ell havia participat.
Von Schirach fou el 2014 un dels més de mil escriptors en llengua alemanya signants d'una carta oberta a Amazon criticant la seva política i mètode de procedir.